# Cherokee, Alabama
Cherokee är en kommun (town) i Colbert County i Alabama. Vid 2010 års folkräkning hade Cherokee 1 048 invånare.